# Chadron, Nebraska
Chadron [ˈʃædrən] är administrativ huvudort i Dawes County i Nebraska. Enligt 2020 års folkräkning hade Chadron 5 206 invånare.

## Kända personer från Chadron
- James Dahlman, politiker